# 순환 범주
호몰로지 대수학에서 순환 범주(循環範疇, 영어: cycle category)는 단체 범주를 부분 범주로 갖지만 꼭짓점들을 순환시키는 사상이 추가된 작은 범주이다. 순환 범주의 반대 범주를 정의역으로 갖는 함자를 순환 대상(循環對象, 영어: cyclic object)이라고 한다. 가군 범주 속의 순환 대상에 대하여 순환 호몰로지를 정의할 수 있다.

## 정의

### 순환 범주
순환 범주(循環範疇, 영어: cycle category) {\displaystyle \operatorname {Cyc} }는 다음과 같은 작은 범주이다.:202, Definition 6.1.1
- {\displaystyle \operatorname {Cyc} }의 대상은 자연수 (음이 아닌 정수) {\displaystyle n\in \mathbb {N} }이다.
- {\displaystyle \operatorname {Cyc} }의 사상들은 다음과 같은 사상들로 생성된다.
{\displaystyle \delta _{n}^{i}\colon n-1\to n\qquad (0\leq i\leq n)} (면 사상)
{\displaystyle \sigma _{n}^{i}\colon n+1\to n\qquad (0\leq i\leq n)} (퇴화 사상)
{\displaystyle \tau _{n}\colon n\to n} (순환 사상)
- 이 사상들은 다음과 같은 관계를 갖는다. (이 가운데, {\displaystyle \tau }를 포함하지 않는 것들은 단체 범주 {\displaystyle \triangle }의 정의에 등장하는 것과 같다.)
{\displaystyle \delta _{n-1}^{j}\circ \delta _{n}^{i}=\delta _{n-1}^{i}\circ \delta _{n}^{j-1}\qquad (0\leq i<j)}
{\displaystyle \sigma _{n+1}^{j}\circ \sigma _{n}^{i}=\sigma _{n+1}^{i}\circ \sigma _{n}^{j+1}\qquad (0\leq i\leq j)}
{\displaystyle \sigma _{n}^{j}\circ \delta _{n+1}^{i}={\begin{cases}\delta _{n}^{i}\circ \sigma _{n-1}^{j-1}&i<j\\\operatorname {id} _{n}&i\in \{j,j+1\}\\\delta _{n}^{i-1}\circ \sigma _{n-1}^{j}&i>j+1\end{cases}}}
{\displaystyle \overbrace {\tau _{n}\circ \dotsb \circ \tau _{n}} ^{n+1}=\operatorname {id} _{n}}
{\displaystyle \tau _{n}\circ \delta _{n}^{i}=\delta _{n}^{i-1}\circ \tau _{n-1}\qquad (1\leq i\leq n)}
{\displaystyle \tau _{n}\circ \sigma _{n}^{i}=\sigma _{n}^{i-1}\circ \tau _{n+1}\qquad (1\leq i\leq n)}

이제, 임의의 범주 {\displaystyle {\mathcal {C}}} 위의 순환 대상은 순환 범주의 반대 범주에서 {\displaystyle {\mathcal {C}}}로 가는 함자
{\displaystyle \operatorname {Cyc} ^{\operatorname {op} }\to {\mathcal {C}}}
이다.

### 순환 대상의 구체적 정의
구체적으로, 범주 {\displaystyle {\mathcal {C}}} 속의 순환 대상은 다음과 같은 데이터로 구성된다.
- 단체 대상 {\displaystyle (X_{\bullet },\partial _{\bullet }^{i},d_{\bullet }^{i})}. 여기서 {\displaystyle \partial _{\bullet }^{i}\colon X_{\bullet }\to X_{\bullet -1}}는 면(面)이며, {\displaystyle s_{\bullet }^{i}\colon X_{\bullet }\to X_{\bullet -1}}는 퇴화 단체이다.
- 일련의 동형 사상들 {\displaystyle t_{n}\colon X_{n}\to X_{n}}, {\displaystyle n\in \mathbb {N} }

이들은 다음 호환 조건들을 만족시켜야 한다.
- (순환의 순환성) {\displaystyle \overbrace {t_{n}\circ \dotsb \circ t_{n}} ^{n+1}=\operatorname {id} _{X_{n}}}. 특히, {\displaystyle t_{0}=\operatorname {id} _{X_{0}}}이다.
- (순환과 면의 호환) {\displaystyle \partial _{n}^{i}\circ t_{n}=t_{n-1}\circ \partial _{n}^{i-1}\qquad (1\leq i\leq n)}
- (순환과 퇴화 단체의 호환) {\displaystyle s_{n}^{i}\circ t_{n}=t_{n+1}\circ s_{n}^{i-1}\qquad (1\leq i\leq n)}

### 일반적 정의
순환 대상의 개념은 순환군 말고도 정이면체군이나 대칭군 등으로 일반화될 수 있다.
교차단체군(交叉單體群, 영어: crossed simplicial group)은 다음과 같은 데이터로 주어진다.
- 단체 집합 {\displaystyle G_{\bullet }\colon \triangle ^{\operatorname {op} }\to \operatorname {Set} }
- 임의의 {\displaystyle n\in \mathbb {N} }에 대하여, {\displaystyle G_{n}} 위의 군 구조
- 임의의 {\displaystyle m,n\in \mathbb {N} }에 대하여, {\displaystyle \hom _{\triangle }(m,n)} 위의, {\displaystyle G_{n}}의 오른쪽 군 작용 {\displaystyle \hom _{\triangle }(m,n)\times G_{n}\to \hom _{\triangle }(m,n)}

이들은 다음 두 조건을 만족시켜야 한다.:205, Proposition 6.1.6
- 임의의 {\displaystyle \phi \in \hom _{\triangle }(m,n)} 및 {\displaystyle \chi \in \hom _{\triangle }(n,p)} 및 {\displaystyle g\in G_{p}}에 대하여,
{\displaystyle (\chi \circ \phi )\cdot g=(\chi \cdot g)\circ \left(\phi \cdot G(\chi ^{\operatorname {op} })(g)\right)\in \hom _{\triangle }(m,p)}
- 임의의 {\displaystyle g,h\in G_{n}} 및 {\displaystyle \phi \in \hom _{\triangle }(m,n)}에 대하여,
{\displaystyle G(\phi ^{\operatorname {op} })(gh)=G(\phi \cdot h)^{\operatorname {op} }(g)G(\phi ^{\operatorname {op} })(h)\in G_{m}}

교차단체군의 예는 다음이 있다.
- 모든 단체군은 교차단체군이다. (그러나 단체군이 아닌 교차단체군이 존재한다.)
- 순환군 {\displaystyle G_{n}=\operatorname {Cyc} (n+1)}
- 정이면체군 {\displaystyle G_{n}=\operatorname {Dih} (n+1)}
- 쌍순환군 {\displaystyle G_{n}=\operatorname {Dic} (n+1)}
- 대칭군 {\displaystyle G_{n}=\operatorname {Sym} (n+1)}

교차단체군 {\displaystyle G_{\bullet }}이 주어졌을 때, 임의의 {\displaystyle \phi \in \hom _{\triangle }(m,n)} 및 {\displaystyle g\in G_{n}}에 대하여 편의상
{\displaystyle g\cdot \phi =G(\phi ^{\operatorname {op} })(g)\in G_{m}}
로 표기하자. 이는
{\displaystyle g\cdot (\phi \circ \chi )=(g\cdot \phi )\cdot \chi }
를 만족시킨다.
교차단체군 {\displaystyle G_{\bullet }}가 주어졌을 때, 다음과 같은 작은 범주 {\displaystyle \triangle _{G_{\bullet }}}를 정의할 수 있다.
- {\displaystyle \triangle _{G_{\bullet }}}의 대상은 자연수이다. 즉, 단체 범주 {\displaystyle \triangle }의 대상과 같다.
- {\displaystyle \triangle _{G_{\bullet }}}의 사상들은 다음과 같은 꼴의 순서쌍이다.
{\displaystyle \hom _{\triangle _{G_{\bullet }}}(m,n)=\hom _{\triangle }(m,n)\times G}
- 사상의 합성은 다음과 같다.[1]:207, Corollary 6.1.7 여기서, {\displaystyle g\in G_{n}}에 대하여 {\displaystyle \tau _{g}\colon \hom _{\triangle _{G_{\bullet }}}(n,n)}은 {\displaystyle (\operatorname {id} _{n},g)}에 대응하는 사상이며, {\displaystyle \phi \in \hom _{\triangle }(m,n)}이다.
{\displaystyle \phi \circ \tau _{g}=(\phi ,g)\qquad (\phi \in \hom _{\triangle }(m,n),\;g\in G_{m}))}
{\displaystyle \tau _{g}\circ \phi =(\phi \cdot g)\circ \tau _{g\cdot \phi }\qquad (\phi \in \hom _{\triangle }(m,n),\;g\in G_{n}))}

그렇다면, 범주 {\displaystyle {\mathcal {C}}} 속의 {\displaystyle G_{\bullet }}-대상은 함자
{\displaystyle \triangle _{G_{\bullet }}^{\operatorname {op} }\to {\mathcal {C}}}
이다.
특히, 다음과 같은 경우를 생각하자.
{\displaystyle G_{n}=\operatorname {Cyc} (n+1)=\langle t_{n}|t_{n}^{n+1}=1\rangle }
{\displaystyle \delta ^{i}\cdot g={\begin{cases}\delta ^{i-1}&1\leq i\leq n\\\delta ^{n}&i=0\end{cases}}}
{\displaystyle \sigma ^{i}\cdot g={\begin{cases}\sigma ^{i-1}&1\leq i\leq n\\\sigma ^{n}&i=0\end{cases}}}
{\displaystyle t_{n}\cdot \delta _{n}^{i}={\begin{cases}t_{n-1}&i\geq 1\\1&i=0\end{cases}}}
{\displaystyle t_{n}\cdot \sigma _{n}^{i}={\begin{cases}t_{n+1}&i\geq 1\\t_{n+1}^{2}&i=0\end{cases}}}
그렇다면 이는 교차단체군을 정의하며, 이에 대한 {\displaystyle G_{\bullet }}-대상은 순환 대상이라고 한다.

## 성질
순환 범주 {\displaystyle \operatorname {Cyc} }는 스스로의 반대 범주와 동형이다. 구체적으로, 이는 다음과 같은 함자에 의하여 주어진다.:208, Proposition 6.1.11
{\displaystyle \operatorname {Cyc} ^{\operatorname {op} }\to \operatorname {Cyc} }
{\displaystyle n^{\operatorname {op} }\mapsto n}
{\displaystyle (\delta _{n}^{i})^{\operatorname {op} }\mapsto {\begin{cases}\sigma _{n-1}^{i}&i<n\\\sigma _{n-1}^{0}\circ \tau _{n}^{-1}&i=n\end{cases}}}
{\displaystyle (\sigma _{n}^{i})^{\operatorname {op} }\mapsto \delta _{n+1}^{i+1}}

### 사상
순환 범주 {\displaystyle \triangle _{\operatorname {Cyc} }}에서, 모든 사상 {\displaystyle f\colon m\to n}는 다음과 같은 꼴로 유일하게 표현될 수 있다.:203, Theorem 6.1.3(2)
{\displaystyle f'\circ \overbrace {t_{m}\circ \dotsb \circ t_{m}} ^{k}\qquad (f'\in \hom _{\triangle }(m,n),\;k\in \{0,1,\dotsc ,n\})}
보다 일반적으로, 임의의 교차단체군 {\displaystyle G_{\bullet }}에 대하여, 범주 {\displaystyle \triangle _{G_{\bullet }}}에서, 모든 사상은 다음과 같은 꼴로 유일하게 표현될 수 있다.
{\displaystyle \phi \circ \tau _{g}\colon \phi \in \hom _{\triangle }(m,n),\;g\in G_{m}}
순환 범주 {\displaystyle \triangle _{\operatorname {Cyc} }}에서, 다음이 성립한다.:202, Definition 6.1.1
- {\displaystyle \tau _{n}\circ \delta _{n}^{0}=\delta _{n}^{n}}

- {\displaystyle \tau _{n}\circ \sigma _{n}^{0}=\sigma _{n}^{n}\circ \tau _{n+1}\circ \tau _{n+1}}

### 단체와의 관계
단체 범주 {\displaystyle \triangle }에서 순환 범주로 가는 포함 함자
{\displaystyle \triangle \hookrightarrow \triangle _{\operatorname {Cyc} }}
가 존재한다. 이는 충실한 함자이며, 대상 집합에 제한하면 전단사 함수이지만, 충만한 함자가 아니다 (즉, {\displaystyle \triangle _{\operatorname {Cyc} }}에는 {\displaystyle t_{n}}으로 정의되는 추가 사상들이 존재한다).
이에 따라, 임의의 범주 {\displaystyle {\mathcal {C}}}에 대하여, {\displaystyle {\mathcal {C}}}-순환 대상의 범주에서 {\displaystyle {\mathcal {C}}}-단체 대상의 범주로 가는 망각 함자
{\displaystyle \hom(\operatorname {Cyc} ^{\operatorname {op} },{\mathcal {C}})\to \hom(\triangle ^{\operatorname {op} },{\mathcal {C}})}
가 존재하며, 이는 충실한 함자이지만 일반적으로 충만한 함자가 아닐 수 있다.

## 예
모든 성분이 자명군인 교차단체군 {\displaystyle 1}을 생각하자. 그렇다면, 이에 대하여 정의되는 범주 {\displaystyle \triangle _{1}}은 단체 범주 {\displaystyle \triangle }와 같다.
각 성분이 대칭군인 교차단체군
{\displaystyle G_{n}=\operatorname {Sym} (n+1)}
을 생각하자. 그렇다면, 이에 대하여 정의되는 범주 {\displaystyle \triangle _{\operatorname {Sym} }}는 유한 집합과 함수의 작은 범주 {\displaystyle \operatorname {finSet} }와 동치이다.

### 결합 대수의 순환 가군
가환환 {\displaystyle K} 위의 결합 대수 {\displaystyle A}가 주어졌다고 하자. 그렇다면, 다음과 같은 함자를 정의할 수 있다.
{\displaystyle C\colon n\mapsto A^{\otimes _{K}(n+1)}}
{\displaystyle C({\delta _{n}^{i}}^{\operatorname {op} })\colon C_{n}\to C_{n-1}}
{\displaystyle C({\delta _{n}^{i}}^{\operatorname {op} })\colon a_{0}\otimes _{K}\dotsb \otimes _{K}a_{n}\mapsto {\begin{cases}a_{0}\otimes _{K}\dotsb \otimes _{K}a_{i-1}\otimes _{K}a_{i}a_{i+1}\otimes _{K}a_{i+2}\otimes _{K}\dotsb \otimes _{K}a_{n}&0\leq i<n\\a_{n}a_{0}\otimes _{K}a_{1}\otimes _{K}\dotsb \otimes _{K}a_{n-1}&i=n\end{cases}}}:45, (1.6.1.2)
{\displaystyle C({\sigma _{n}^{i}}^{\operatorname {op} })\colon C_{n}\to C_{n+1}}
{\displaystyle C({\sigma _{n}^{i}}^{\operatorname {op} })\colon a_{0}\otimes _{K}\dotsb \otimes _{K}a_{n}\mapsto a_{0}\otimes _{K}\dotsb \otimes _{K}a_{i}\otimes _{K}1\otimes _{K}a_{i+1}\otimes _{K}a_{n}}:45, (1.6.1.2)
{\displaystyle C(\tau _{n}^{\operatorname {op} })\colon C_{n}\to C_{n}}
{\displaystyle C(\tau _{n}^{\operatorname {op} })\colon a_{0}\otimes _{K}\dotsb \otimes _{K}a_{n}\mapsto (-)^{n}a_{n}\otimes _{K}a_{0}\otimes _{K}\dotsb \otimes _{K}a_{n-1}}:53, §2.1.0
즉, 이는 {\displaystyle K}-가군 범주 {\displaystyle \operatorname {Mod} _{K}} 속의 순환 가군을 이룬다. 이를 {\displaystyle A}에 대응되는 순환 가군(영어: cyclic module associated to {\displaystyle A})이라고 한다.
이 구성은 결합 대수의 순환 호몰로지 및 호흐실트 호몰로지를 정의할 때 사용된다.

## 역사
알랭 콘이 1983년에 도입하였다.:§2 이 논문에서 콘은 순환 범주를 “{\displaystyle \Lambda }”라고 표기하였다.:§2:201, Chapter 6
교차순환군의 개념은 즈비크니에프 피에도로비치(폴란드어: Zbigniew Fiedorowicz)와 장루이 로데가 1991년에 도입하였다.

## 같이 보기
- 순환 호몰로지
- 단체 범주